# ピッチブラック
『ピッチブラック』（Pitch BlackまたはThe Chronicles of Riddick: Pitch Black）は、2000年に公開されたアメリカのSFアクション映画。ヴィン・ディーゼルの出世作として知られる。2004年には続編である『リディック』が公開された。

## スタッフ
- 監督・脚本：デヴィッド・トゥーヒー
- 製作：トム・エンゲルマン
- 共同脚本：ジム&ケン・ウィート兄弟
- 撮影：デヴィッド・エグビー
- 音楽：グレーム・レヴェル
- 美術：グラハム・ウォーカー
- クリーチャー・デザイン：パトリック・タトポロス
- VFX：ダブル・ネガティブ

## あらすじ
三つの太陽が照らす惑星に宇宙船が不時着した。
境遇も考えもばらばらな生存者たちは協力して、調査基地の跡を見つけるが、その惑星の地下や暗がりに肉食エイリアンが潜んでおり、生存者の一人であるジークが食べられた。
22年ぶりの皆既日食が迫る中、手術によって夜目が効きかつ宇宙船の操縦にも長けた凶悪犯罪者・リディックを頼りに、生存者たちは生き残りをかけて戦うのであった。

## キャスト
| 役名                            | 俳優                       | 日本語吹き替え | 日本語吹き替え | 日本語吹き替え |
| 役名                            | 俳優                       | VHS・旧盤DVD   | BD・新盤DVD    |                |
| ------------------------------- | -------------------------- | -------------- | -------------- | -------------- |
| リチャード・B・リディック       | ヴィン・ディーゼル         | 後藤哲夫       | 西凜太朗       |                |
| キャロリン・フライ              | ラダ・ミッチェル           | 弓場沙織       | 安藤麻吹       |                |
| ウィリアム・J・ジョンズ         | コール・ハウザー           | 猪野学         | 檀臣幸         |                |
| アブ〝イマム”・アル・ワリド     | キース・デイヴィッド       | 仲野裕         | 稲葉実         |                |
| パリス・P・オーグルビー         | ルイス・フィッツジェラルド | 山本健翔       | 納谷六朗       |                |
| シャロン〝シャザ”・モンゴメリー | クラウディア・ブラック     | 幸田夏穂       | 五十嵐麗       |                |
| ジャック／ジャッキー            | リアンナ・グリフィス       | 季園知依       | 本田貴子       |                |
| ジョン〝ジーク”・エゼキエル     | ジョン・ムーア             | 水野光太       | 星野充昭       |                |
| グレッグ・オーウェンズ          | サイモン・バーク           | 安東桂吾       | 水内清光       |                |
| アリ                            | フィラス・ディラニー       | 細川量代       |                |                |